# Palpita ochrocosta
Palpita ochrocosta là một loài bướm đêm trong họ Crambidae.